# Bombardier Challenger 300
Pour les articles homonymes, voir Challenger.
Dimensions
Le Challenger 300 est un avion d'affaires fabriqué par Bombardier Aéronautique chez sa filiale Canadair. Il s'agit d'un appareil de format super-moyen capable de vol trans-continentaux.

## Histoire
Le projet du Challenger 300 a été lancé lors du Salon international de l'aéronautique et de l'espace de Paris-Le Bourget le 13 juillet 1999 sous le nom de Bombardier Continental. L'appareil est d'abord assemblé à Wichita, Kansas, à l'usine Learjet de Bombardier, puis la production est ensuite déplacée à Montréal, à l'usine de Dorval. Il s'agit d'une conception entièrement nouvelle, qui n'a rien en commun avec les Challenger 600 et 800. Après une révision des noms de produits chez Bombardier, il prit son nom actuel en septembre 2002. Il est entré en service en janvier 2004,

## Variantes
- Challenger 300

Modèle original de 2004 avec moteurs Honeywell HTF7000
- Challenger 350

Modèle amélioré en 2014 avec moteurs Honeywell HTF7350
- Challenger 3500

Modèle amélioré en 2022 doté d'une automanette et d'une cabine reprenant les évolutions de la gamme Global,. La numérotation du modèle suit également la nouvelle numérotation sur 4 chiffres de la gamme.